# 98 Mute
98 Mute est un groupe américain de punk hardcore, originaire de Hermosa Beach, en Californie. 

## Histoire
Le groupe est formé en 1993 et signe avec Theologian Records en 1995. Leur premier album éponyme sort en 1996, et le groupe figure sur plusieurs vidéos de skate et compilations de punk californien. Le groupe tourne avec des groupes comme The Offspring, Blink-182 et Pennywise. Un deuxième album sur Theologian suit en 1998 avant que le groupe ne soit récupéré par Epitaph. Ils sortent deux albums sur Epitaph avant de se séparer en septembre 2002, peu après la sortie de leur quatrième album, After the Fall.
98 Mute se reforme en 2016,.

## Discographie

### Albums studio
- 1996 : 98 Mute (Theologian Records)
- 1998 : Class of 98 (Theologian Records)
- 2000 : Slow Motion Riot (Epitaph)
- 2002 : After the Fall (Epitaph)